# Vox Piscis
Vox Piscis, or The Book-Fish, contayning three treatises which were found in the belly of a cod-fish in Cambridge market, on Midsummer Eve last, (letteralmente "La voce del pesce, o il libro del pesce, contenente tre trattati trovati nella pancia di un merluzzo al mercato di Cambridge, la vigilia della festa di mezza estate") è un libro pubblicato nel 1627 dall'origine molto inusuale.

## Il ritrovamento
Il testo originale dell'opera fu trovato nella pancia di un pesce. Il 23 giugno 1626, lo studioso e teologo Dr. Joseph Mede (o Mead, conosciuto anche per un interessante ed influente commentario dell'Apocalisse di Giovanni) del Christ's College, Cambridge, stava attraversando il mercato di Cambridge, quando la sua attenzione fu richiamata da una pescivendola che aveva rinvenuto un sottile libriccino (formato in sedicesimo, vale a dire di 102×172 mm) avvolto in tela di vela marittima all'interno dello stomaco di un merluzzo pescato a King's Lynn, un porto marittimo a 71 km da Cambridge.
Questi testi furono attribuiti al riformatore protestante John Frith, nato nel 1503, primo fautore della tolleranza religiosa in Inghilterra, che venne imprigionato in una cantina dove si conservava il pesce, ad Oxford, e successivamente arso vivo nel 1533 sotto il regno di Enrico VIII. La sua colpa era di aver affermato che purgatorio e transubstanziazione erano contrari alle Sacre Scritture. I testi furono pubblicati l'anno dopo il ritrovamento in un libro, con una prefazione scritta da Thomas Goad, pastore ad Hadleigh nel Suffolk. I testi sono anche stati attribuiti al riformatore (morto nel 1569) Richard Tracy di Stanbury Manor, nella contea di Gloucester.
Rimane un mistero come il libro originale fosse finito nello stomaco del pesce.

## Contenuto
- Prefazione
- Praeparatio Crucem or Of the Preparation to the Cross (letteralmente "sulla preparazione della croce")
- A Lettre which was Written to the Faithfull Followers of Christes Gospell (letteralmente "una lettera che fu scritta ai fedeli seguaci del Vangelo di Cristo")
- A Mirror, or, Glasse to Know Thyselfe (letteralmente "uno specchio per conoscere te stesso")